# Vuvuzela

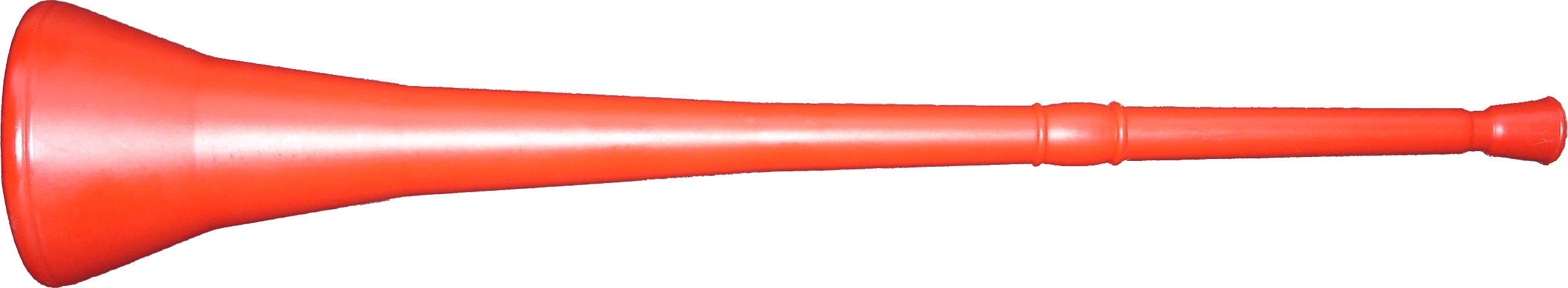
Una vuvuzela de plástico.

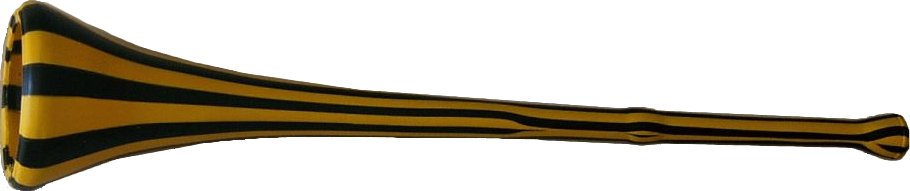
Vuvuzela a rayas negras y amarillas.

Una vuvuzela es una especie de trompeta larga o corneta hecha de material plástico, utilizada por los aficionados para animar a sus equipos o clubes deportivos.
La palabra proviene del idioma zulú, y también es conocida como lepatata en idioma setsuana.
Ha sido usada desde los años sesenta en diferentes estadios del mundo aunque este término está en desuso desde finales del mismo siglo. Algunos timbres que produce son similares al barritar de un elefante o al zumbido de una abeja.
Normalmente una vuvuzela suena en la nota si bemol.

## Origen del término
Aunque el origen de la palabra vuvuzela se desconoce, podría derivar de la palabra vuvu, que en idioma zulú significa ‘hacer ruido’, o de un término sudafricano más coloquial, ‘baño de sonido’. Originalmente se fabricaban con estaño y ya en 1978, para el Mundial de Argentina, se popularizó esta corneta en material plástico que resultó más barato y accesible para el público.
Desde 2001, una empresa conocida como Masincedane Sport la empezó a comercializar en Sudáfrica.

## Usos

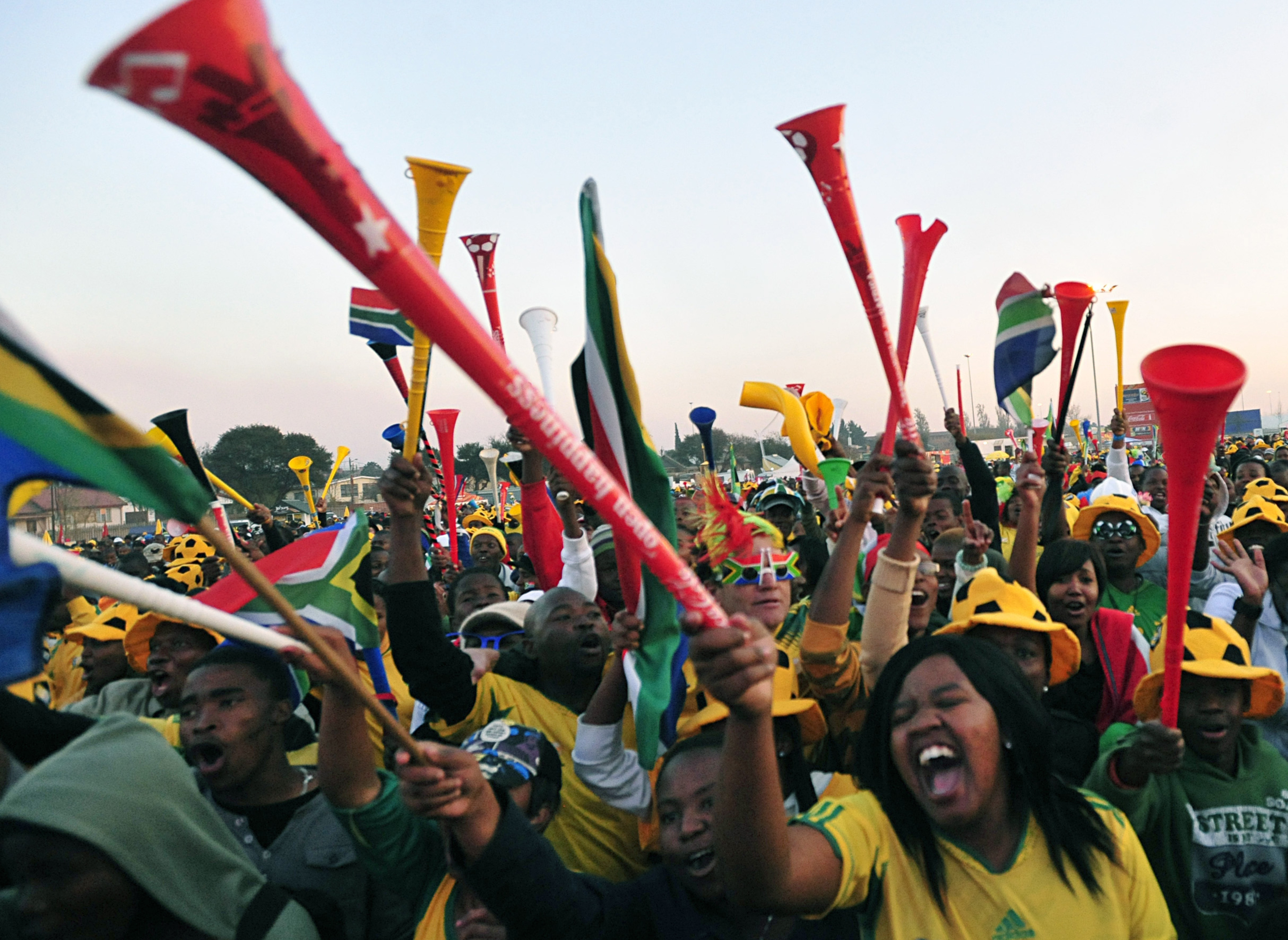
Aficionados sudafricanos con vuvuzelas durante la Copa Mundial de Fútbol del 2010.

La vuvuzela está extendida en el fútbol sudafricano, donde es frecuente ver a los seguidores con bocinas personalizadas.[cita requerida]
Su uso en el ámbito internacional ha producido controversia. La FIFA llegó a plantear su prohibición alegando la posibilidad de que pudieran ser usadas como un arma dentro del estadio, aunque están permitidas desde 2008.
Durante la Copa FIFA Confederaciones 2009, las cadenas de radio y televisión solicitaron al organismo mundial la prohibición de las vuvuzelas al considerarlas molestas y perjudiciales para la retransmisión de los encuentros, algo que también hicieron algunos jugadores y entrenadores.
En el Mundial de Sudáfrica 2010, algunas cadenas de televisión adaptaron un filtro para eliminar el ruido de las vuvuzelas sin afectar a otros sonidos, aprovechando que estas producen tonos de frecuencia muy similar (un si bemol4, que equivale a 466,16 Hz).
Un estudio ha concluido que dicho elemento puede ocasionar serios daños al aparato auditivo de las personas debido al elevado nivel de intensidad de sonido que emite. A modo de comparación, el motor de un avión en marcha genera 120 dB (decibelios), y al momento de despegar 130 dB. Una vuvuzela ejecutada a corta distancia alcanza 127 dB.
A pesar de las críticas, la FIFA permitió el uso de las vuvuzelas en la Copa Mundial de Fútbol de 2010.